# تداخل لغوي
التداخل اللغوي تأثير لغة (لسان) على أخرى، مثلا تأثير اللهجات العربية الدارجة أو العامية على اللغة الفصيحة والعكس.